# Stazione di Ōsaki
La stazione di Ōsaki (大崎駅?, Ōsaki-eki) è una stazione ferroviaria di Tokyo, si trova a Shinagawa. È una delle stazioni in cui i convogli della Linea Yamanote iniziano e terminano il servizio.

## Storia
La stazione venne inaugurata il 25 febbraio 1901 e in seguito nazionalizzata nel 1906 dalla JNR. Dopo aver prestato servizio unicamente sulla linea Yamanote per quasi un secolo, il 1º dicembre 2002 vennero inaugurati dei nuovi binari per consentire il transito della Linea Saikyō, della Linea Rinkai e della Linea Shōnan-Shinjuku.

## Linee
JR East
 Linea Yamanote
 Linea Saikyō
 Linea Shōnan-Shinjuku
Tokyo Waterfront Area Rapid Transit
● Linea Rinkai

## Struttura

Schema dei binari della stazione

La stazione ha quattro piattaforme che servono un totale di otto binari. I binari dall'1 al 4 sono riservati alla Linea Yamanote, mentre invece quelli dal 5 all'8 sono riservati alla Linea Saikyō, alla Linea Shōnan-Shinjuku e alla Linea Rinkai.
| 1-2 | ■ Linea Yamanote  |  | per Shinagawa, Shimbashi e Tokyo                                                                          |
| 3-4 | ■ Linea Yamanote  |  | per Shibuya, Shinjuku, Ikebukuro e Ueno                                                                   |
| 5   | ■ Shōnan-Shinjuku |  | per Musashi-Kosugi, Yokohama e: - Odawara via linea principale Tōkaidō - Zushi via linea Yokosuka         |
| 5   | ● Linea Rinkai    |  | per Tokyo Teleport e Shin-Kiba                                                                            |
| 6   | ● Linea Rinkai    |  | per Tokyo Teleport e Shin-Kiba                                                                            |
| 7   | ■ Linea Saikyō    |  | per Shunjuku, Ikebukuro, Akabane e Ōmiya                                                                  |
| 8   | ■ Shōnan-Shinjuku |  | per Shinjuku, Ōmiya e: - Kumagaya e Takasaki via linea Takasaki - Oyama e Utsunomiya via linea Utsunomiya |

## Stazioni adiacenti
| «                     | Servizio                       | »              |
| Linea Yamanote        | Linea Yamanote                 | Linea Yamanote |
| --------------------- | ------------------------------ | -------------- |
| Gotanda               | -                              | Shinagawa      |
| Linea Shōnan-Shinjuku |                                |                |
| Ebisu                 | Servizio Utsunomiya/Yokosuka   | Nishi-Ōi       |
| Ebisu                 | Servizio Takasaki/Tōkaidō      | Musashi-Kosugi |
| Linea Saikyō          |                                |                |
| Linea Rinkai          |                                |                |
| Ebisu                 | Locale Rapido Rapido pendolari | Ōimachi        |